# Овадия, Эстрея
Эстрея (Эстер) Хаим Арон Овадия (макед. Естреја Овадија, ивр. אסתר עובדיה‎; 25 декабря 1923, Битола — 26 августа 1944, Каймакчалан) — югославская македонская партизанка времён Народно-освободительной войны Югославии, Народный герой Югославии.

## Биография
Родилась 25 декабря 1923 в Битоле в бедной еврейской семье. Рано потеряла отца, вынуждена была помогать матери-прачке и двум сёстрам. В 1938 году вступила в еврейскую гуманитарную организацию «Визо» в Белграде, позднее вошла в состав Союза коммунистической молодёжи Югославии. Участвовала в акциях протеста 26 марта 1941 против подписания пакта о союзе со странами Оси. В мае 1941 года ушла в партизанское подполье, в компартию вошла в 1942 году.
10 марта 1943 в Битоле началась депортация битолских евреев в концлагеря. Эстрея сумела спрятаться от облав болгарских полицейских. Затем 5 апреля вступила в отряд имени Даме Груева под псевдонимом Мара. Позднее перешла в отряд имени Гоце Делчева. Участвовала во всех боях отрядов в 1943 и 1944 годах, отличилась в боях за Фуштан, Тушин и Кожуфу. После формирования 3-й македонской ударной бригады была там назначена политруком роты, участвовала в весеннем наступлении 1944 года, в битвах за Ристовач, Билячу, Злетовскую шахту, Кратово и Петрову-Гору. Участвовала в Первом заседании АСНОМ. 22 августа 1944 после формирования 7-й македонской ударной бригады была назначена политруком батальона.
Эстрея погибла спустя четыре дня в боях с болгарскими войсками около горы Каймакчалан.
11 октября 1953 посмертно награждена званием Народного героя Югославии. В память о ней был поставлен памятник в центре Битолы, назван детский сад в её честь. В Иерусалиме её имя получила улица.